# هاينز فيشر
هاينز فيشر (بالألمانية: Heinz Fischer)‏ :(نطق بالألمانية: [haɪnts fɪʃɐ]؛ 9 أكتوبر 1938 - ) : هو رئيس جمهورية النمسا، تولى منصبه في 8 يوليو 2004، وأعيد انتخابه لولاية أخرى في 25 أبريل 2010، شغل فيشر سابقا منصب وزير العلوم (1983-1987) ورئيسا للمجلس الوطني النمساوي (1990 - 2002).

## بداية حياته
ولد هاينز فيشر في 9 أكتوبر 1938 في غراتس في ولاية شتايرمارك، وهو حقوقي وسياسي ينتمي إلى حزب النمسا الاجتماعي الديمقراطي.
درس القانون في جامعة فيينا، وحصل على الدكتوراه في سنة 1961، وأصبح أستاذًا للعلوم السياسية بجامعة إنسبروك سنة 1993.

## نشاطه السياسي
- الفترة الأولى في 25 أبريل 2004، رشح فيشر نفسه للانتخابات، وقد فاز بنسبة 52.4%، و قد أدى اليمين الدستورية في 8 يوليو 2004.
- الفترة الثانية في أبريل 2010، أعيد انتخاب فيشر ليكون رئيسا لجمهورية النمسا بنسبة 79%، بنسبة إقبال للناخبين بلغت 53.6%.[10]

## روابط خارجية
- هاينز فيشر على موقع IMDb (الإنجليزية)
- هاينز فيشر على موقع مونزينجر (الألمانية)
- هاينز فيشر على موقع إن إن دي بي (الإنجليزية)
- هاينز فيشر على موقع قاعدة بيانات الفيلم (الإنجليزية)
- هاينز فيشر على موقع أوليمبيديا (الإنجليزية)